# Plebicula meridiana
Plebicula meridiana är en fjärilsart som beskrevs av Ruggero Verity 1919. Plebicula meridiana ingår i släktet Plebicula och familjen juvelvingar. Inga underarter finns listade i Catalogue of Life.